# 부산불꽃축제
부산국제불꽃축제(釜山國際 - 祝祭, 영어: Busan International Fireworks Festival)는 매년 10월에 부산광역시 광안리 해수욕장과 광안대교 일대에서 개최되는 불꽃 축제이다. 이 축제를 보기 위해 국내외에서 매년 100만명 이상의 관람객이 광안리 해수욕장을 찾는다. ‘멀티미디어 해상쇼’라는 취지대로 다양한 불꽃뿐만 아니라 화려한 레이저 쇼 등을 테마 음악과 함께 선보인다. 특이한 모양의 불꽃과 초대형 불꽃을 볼 수 있는 축제로 유명하다. 대부분의 관람객은 백사장에서 불꽃 축제를 관람하지만, 인근 황령산에서 축제를 관람하는 관광객도 매우 많다. 대마도에서도 볼 수 있어 일본에서는 관광상품으로 활용해 왔다.

## 역대 불꽃 축제

### 2008년 제004회
2008년 10월 17일, 제4회 부산불꽃축제가 전야제를 시작으로 개막했다. 개최 준비 단계 때, 부산광역시가 해외 관광객 유치를 목적으로 이 축제를 강력하게 추진했으며, 이에 따라 축제도 더욱 화려해지고, 규모도 커졌다. 전야제 행사는 01부와 02부로 나누어 진행되었으며 약 20여만명의 관객이 전야제를 관람했다. 1부에서는 “스토리텔링 불꽃쇼”라는 명칭으로 불꽃축제가 진행됐으며, 공모를 통해 선정된 부산 시민들의 희망과 이야기를 담은 약 1만 여발의 불꽃을 쏘아올렸다. 02부에서는 중국에서 초청된 상하이의 서니(Sunny)사가 20분간 2만발의 다양한 불꽃을 선보였다.
10월 18일에는 본격적인 불꽃축제 행사가 열렸으며, 이 행사에만 120만명의 관람객이 축제를 관람했다. 불꽃놀이는 약 50분 동안 진행되었으며, 8만 5천발의 다양한 불꽃이 발사되었다. 축제는 이 날 폐막됐다.

### 2009년 제005회
10월 17일에 개최되었으며, 축제에는 전야제를 폐지하고 단 하루만 개최되었다. 부산국제영화제 등과 연계된 관광체류형 축제로 만들어졌다.

### 2010년 제006회
10월 21일에 개최되었으며, 21일 개막 행사 및 한류스타 공연을 시작으로, 10월 22일 포르투갈, 중국, 이탈리아의 해외초청 불꽃쇼, 10월 23일 광안리 해상 및 광안대교에서 불꽃쇼가 펼쳐졌다.
관람객은 역대 최다인 252만명이었고, 여기에는 관광상품으로 개발해 해외에서 유치한 외국인 관광객 1만명도 포함됐다.

### 2011년 제007회
2011년 10월 21일부터 2011년 10월 30일까지 한류나눔 콘서트를 비롯한 각종 축하 공연, 해외불꽃경연대회, 부산멀티불꽃쇼가 펼쳐졌다.

### 2012년 제008회
10월 21일부터 2012년 10월 29일까지 부산아시아드주경기장에서 K-POP 콘서트, 광안리해수욕장과 광안대교에서 부산멀티불꽃쇼가 펼쳐진다.
그러나 10월 30일로 예정되었던 행사가 기록적인 폭우로 인하여 하루 연기가 되어 많은 시민들과 관광객들이 불편을 겪기도 하였다.

### 2013년 제009회
10월 26일에서 10월 27일까지 개최되었다.

### 2014년 제010회
10월 25일에서 10월 26일까지 개최되었다.

### 2015년 제011회
10월 24일에서 10월 25일까지 개최되었다. 해외 초청팀이 참가했고, 일본 쓰시마와 동시에 진행되었으나 기상상태로 인해 보이지는 않았다.
'사랑은 고백입니다'라는 주제로 50분간 진행되었다. 2015년부터 좌석 유료화를 시행했다.

### 2016년 제012회
10월 23일에서 10월 24일까지 개최 예정이며 주제는 "봄, 여름, 가을, 겨울 그리고 사랑이야기"이다. 나이아가라 연출 규모가 커지고 드론을 활용한 불꽃 연출이 최초로 선보이며 광안리 해수욕장 외 이기대, 동백섬 두 곳에서 추가 연출되는 U자형 연출이 강화될 예정이다. 2015년부터 시행되어 논란이 일었던 좌석 부분 유료화가 축소되고 작년에 15분간 연출되었던 일본TAMAYA사의 연출에 이어 이번에도 한화의 본 연출 전 15분간 중국[SUNNY]사의 불꽃 연출이 계획되어 있다.

### 행사 취소
2020년부터 2021년까지 신종 코로나 바이러스로 인해 사회적 거리두기 우려로 취소되었고, 2022년 사회적 거리두기 해제한 뒤, 이태원 압사 사고 여파로 잠정 연기되었다가, 12월 17일에 순연되었다.

### 2022년 제017회
2022년 11월 5일 광안리해수욕장에서 개최되었다.

### 2023년 제018회
2023년 11월 4일 광안리해수욕장에서 개최되었다.

### 2024년 제019회
2024년 11월 9일 당일 오후7시부터 광안리해수욕장, 동백섬, 이기대 도시자연공원에서 개최되었다.

## 비판과 문제점

축제가 끝난 후 제대로 처리가 되지 않은 쓰레기

- 본 행사가 열렸던 2008년 10월 18일 오후에 부산 전역에서 극심한 교통정체 현상이 발생했다. 부산과 타 지역을 연결하는 도로의 운행 시간은 평소보다 5배 길어졌으며, 특히 광안리해수욕장 인근 도로는 더욱 정체현상이 심했다. 게다가 광안대교를 통과하는 해운대 ↔ 창원 남산동 ↔ 남마산 노선 등 일부 남해선 시외버스 노선은 지연 도착하거나 결행되었다. 이는 전국에서 관광객들이 광안리 해수욕장 쪽으로 한꺼번에 몰리면서 발생했다.[14]
- 불꽃축제를 여객선 위에서 관람할 수 있는 상품을 1500명에게 판 이벤트 업체 S사 측에서, 시간이 부족하다는 이유로 여객선의 정원을 다 채우지 않고 출항시키는 일이 발생했다. 이 때문에 늦게 선박장에 도착한 관람객 130여명은 배를 타지 못했다.[15] 또한 이미 선상에 탔던 관람객 중 일부도 유람선에서 제공된 저녁 식사가 형편이 없었으며, 배가 피난선을 방불케해 불꽃놀이를 제대로 관람할 수 없었다는 이유로 이날 새벽 2시까지 환불을 요구하는 시위를 하다 귀가하였다.[16]
- 행사장 주변의 호텔, 음식점, 주점 등이 평소보다 최고 10배에 이르는 가격으로 예약 손님을 받아 관람객들의 비난을 받았다.[15]
- 행사가 끝난 후 관람객 상당수가 신문지와 각종 쓰레기 등을 백사장이나 길가에 함부로 버리면서 광안리해수욕장 일대가 쓰레기로 넘쳐났다.[8]
- 화장실 등 편의 시설이 부족하고 안전 사고 발생 가능성이 높다는 지적이 계속 제기되었다.[17]
- 축포를 쏘면서 나오는 소음이나 화약 냄새, 폭죽에서 나오는 중금속과 유독물질이 공기 중에 퍼지고 바다에 가라앉아 해수욕장이 오염될 수 있다는 우려를 받았다.[18][19]
- 제14회 불꽃축제 행사 진행중 바지선 화제 발생.[20][21]

## 화랑

불꽃축제로 차량이 통제된 광안리 해수욕장 인근 도로
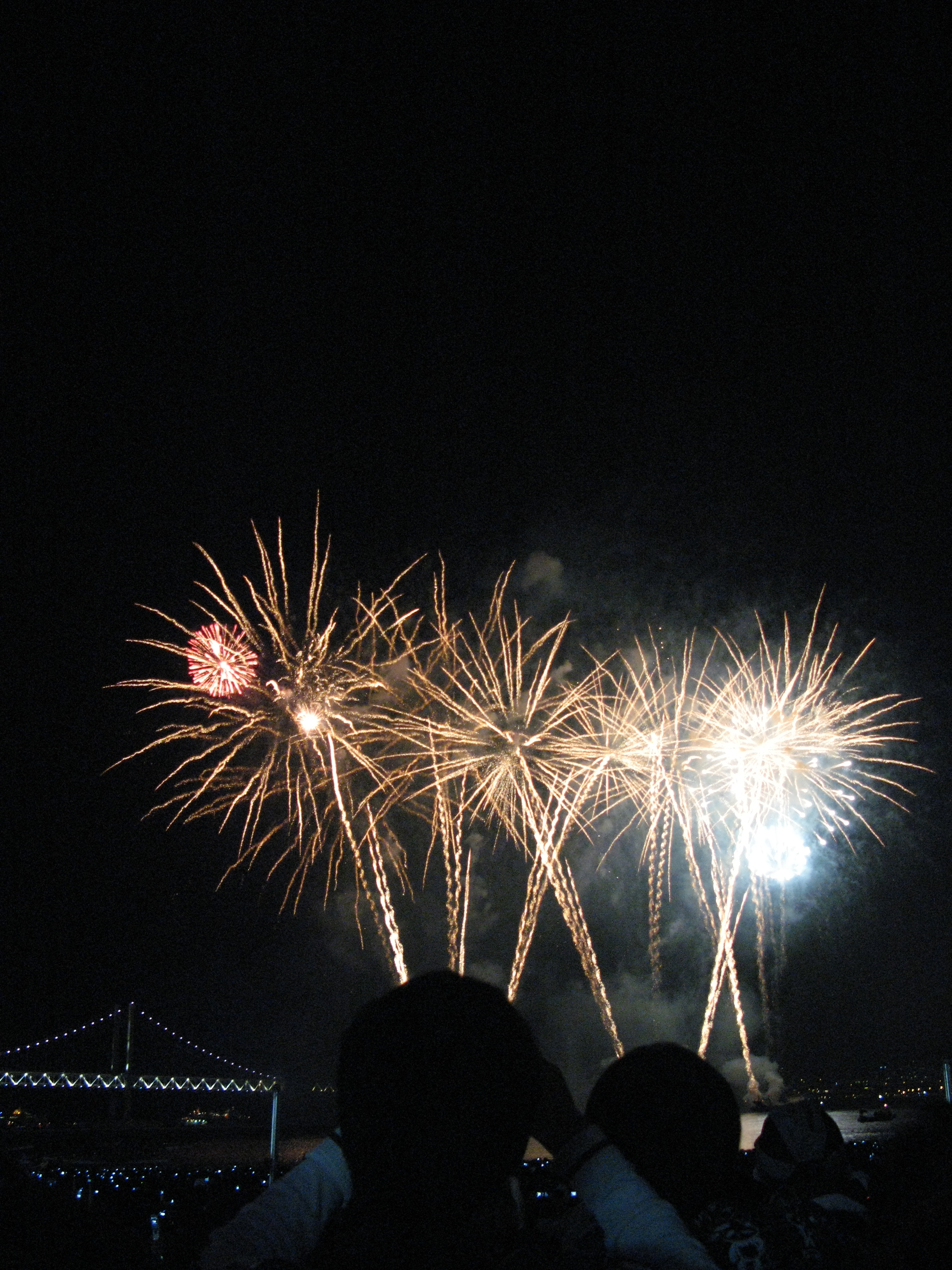
2008 부산불꽃축제
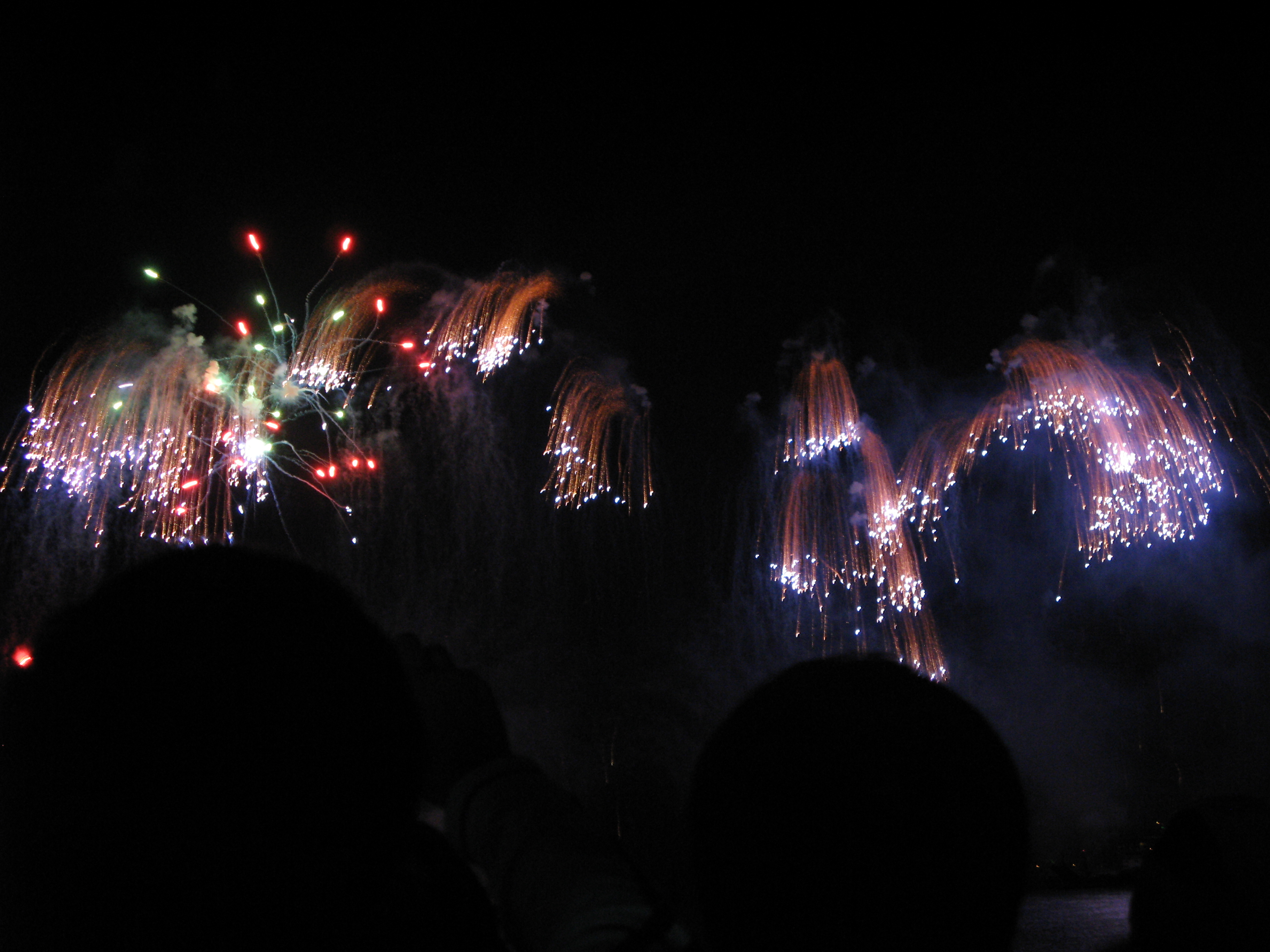
2008 부산불꽃축제
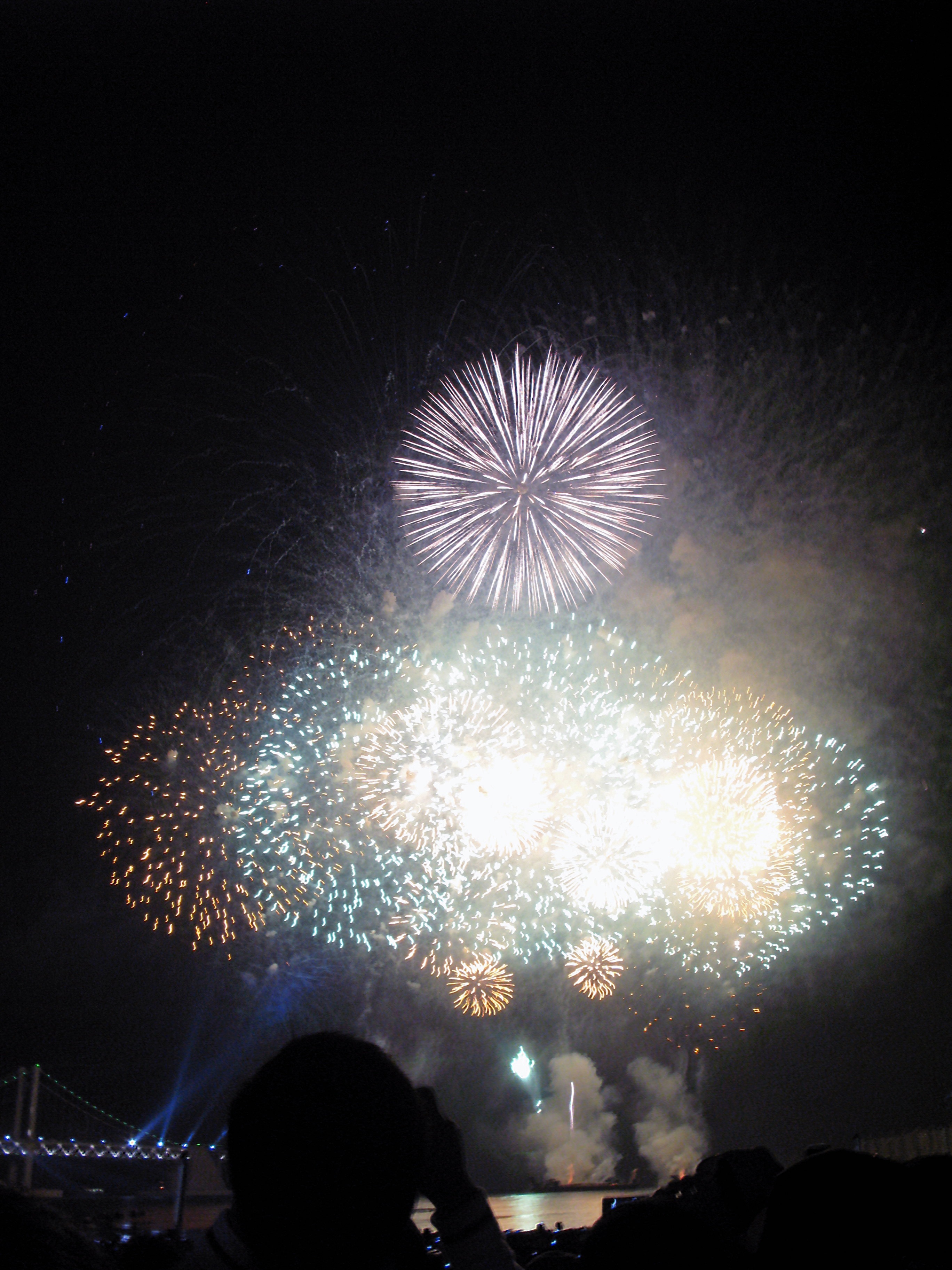
2008 부산불꽃축제
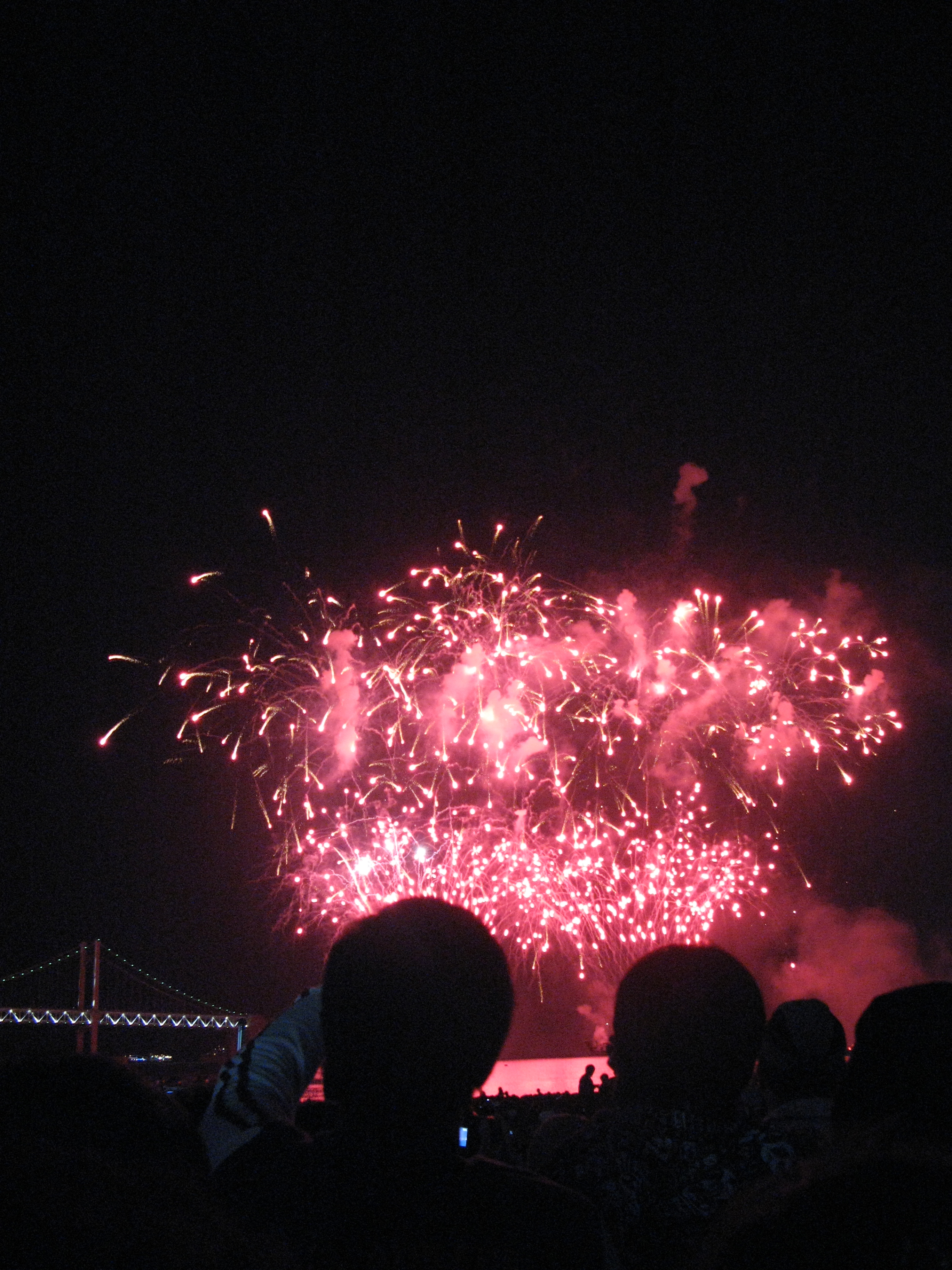
2008 부산불꽃축제
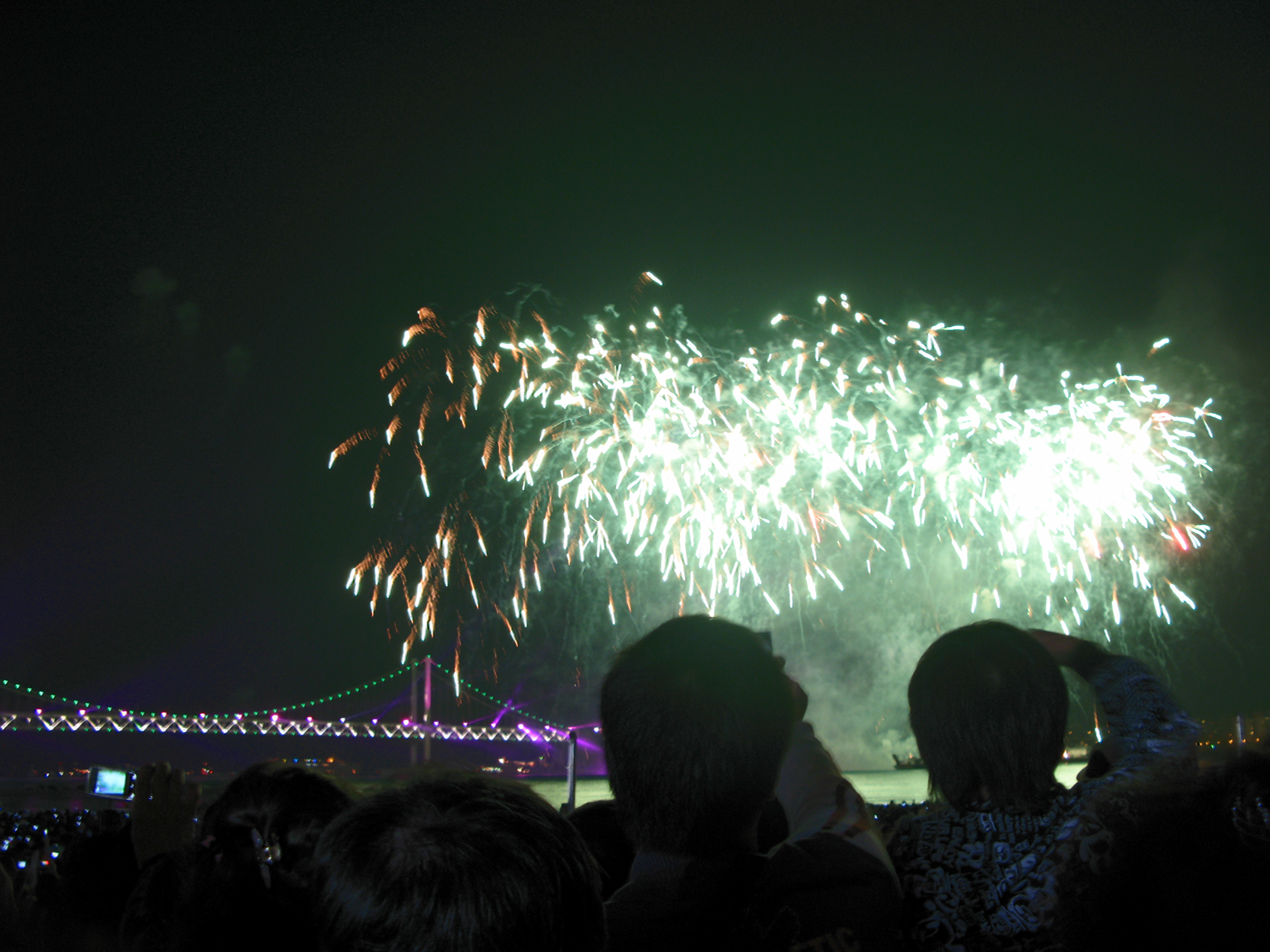
2008 부산불꽃축제
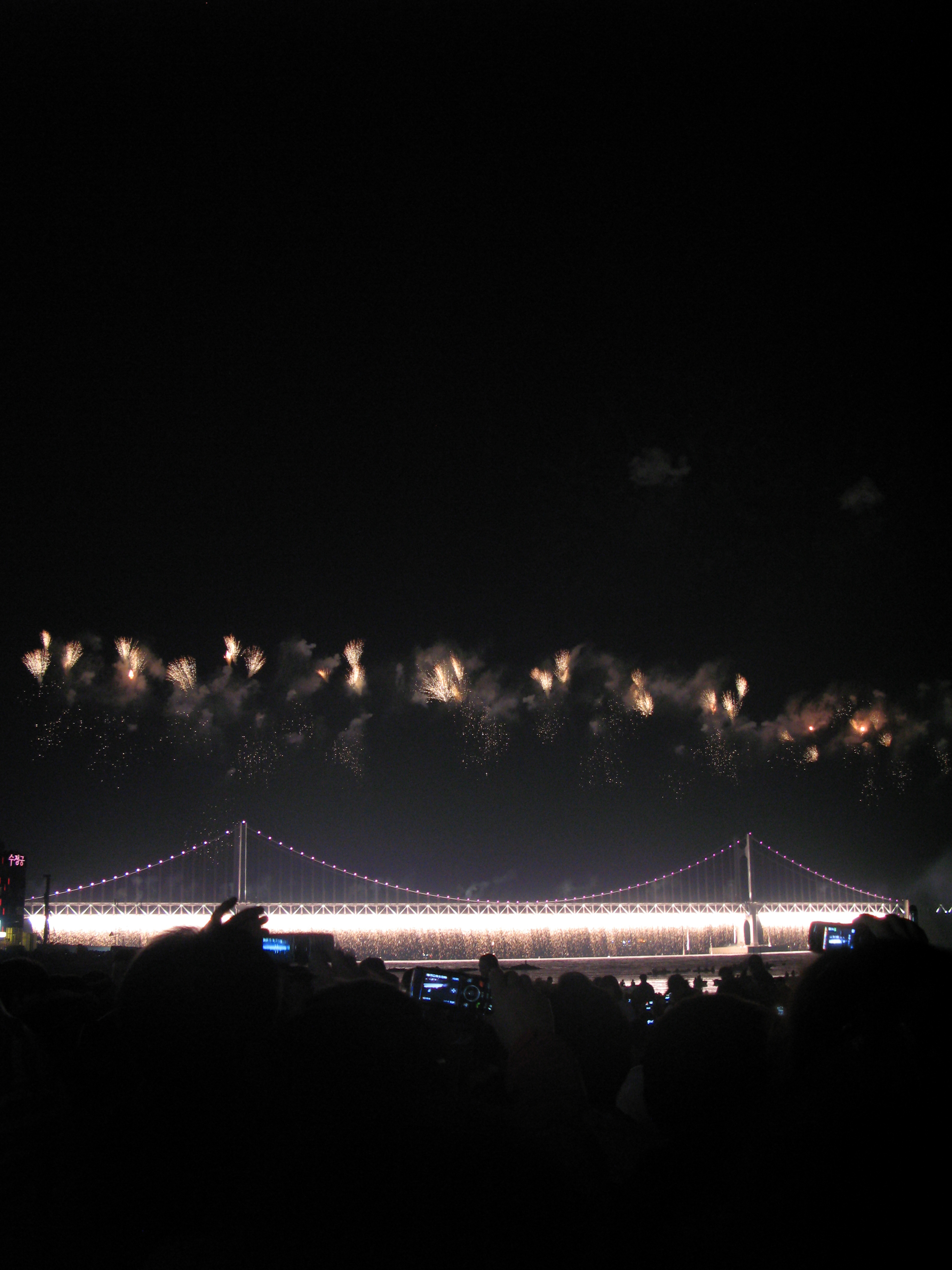
나이아가라 불꽃
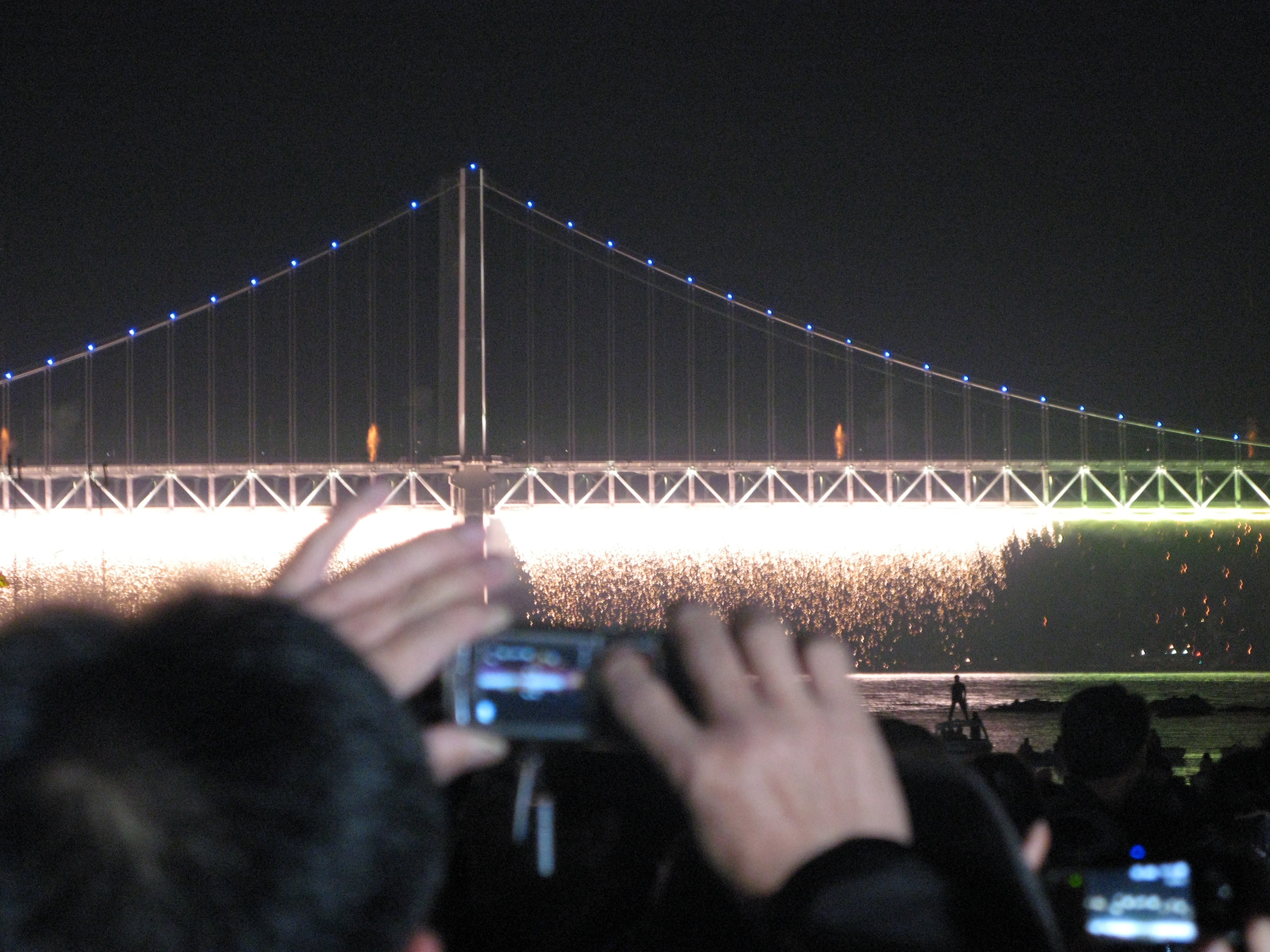
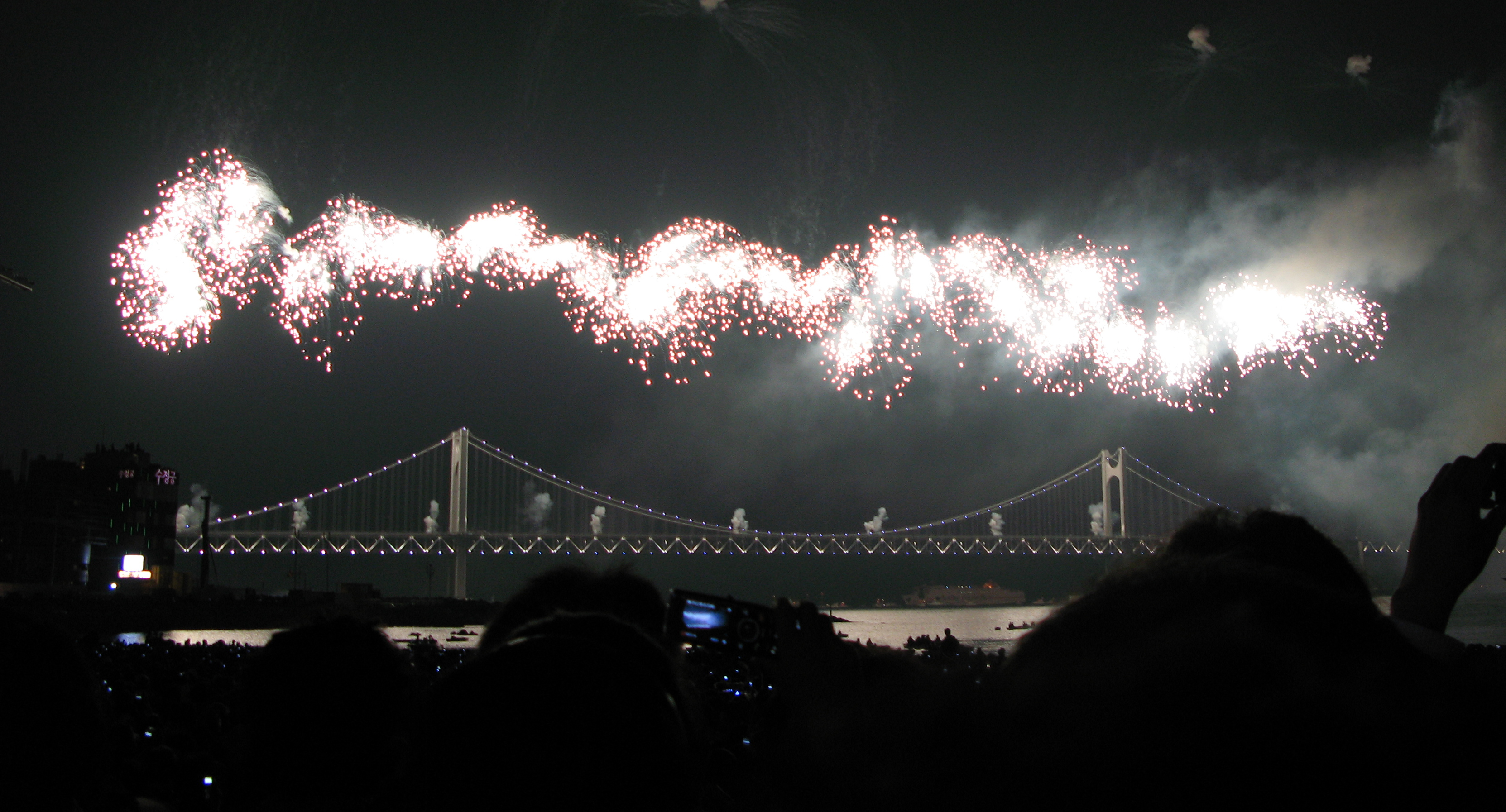
2008 부산불꽃축제 중 광안대교
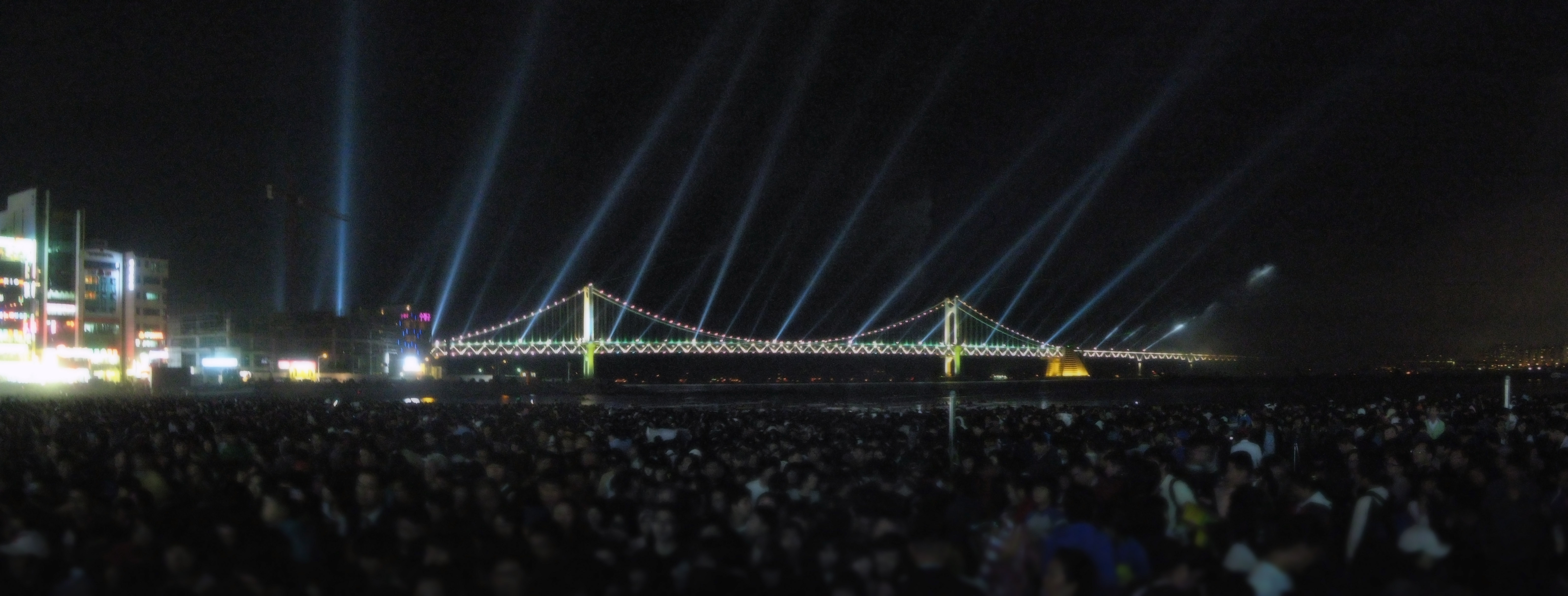
축제가 끝난 후 관람객이 귀가하고 있는 모습
축제가 끝난 후 광안리 해변 도로의 모습

## 같이 보기
- 광안리 M 드론라이트쇼
- 서울세계불꽃축제
- 포항국제불빛축제